# Kostřava obrovská

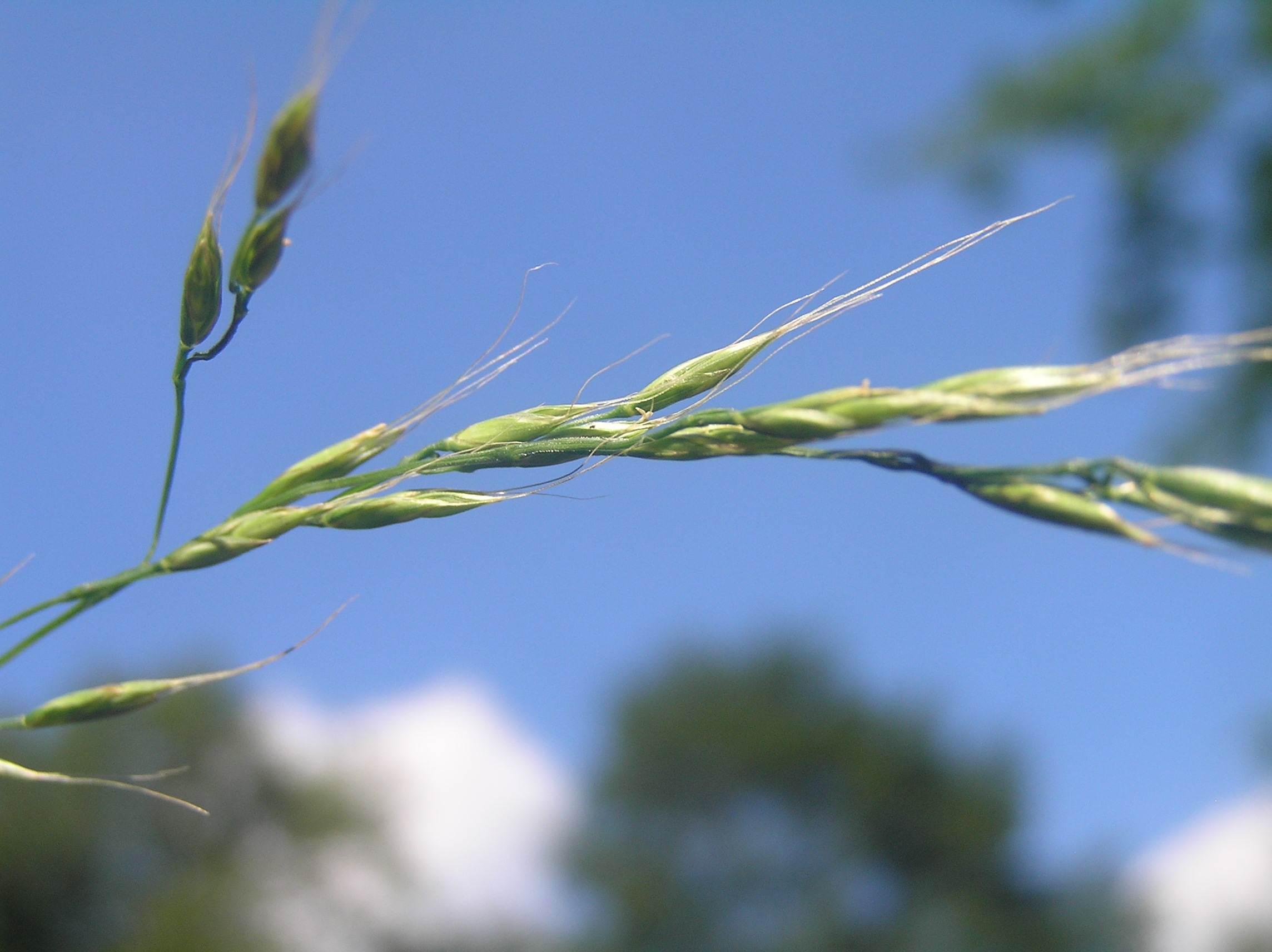
Větvička s klásky převislého květenství

Kostřava obrovská (Festuca gigantea) je druh vysoké trsnaté traviny z rodu kostřava.

## Rozšíření
Vyrůstá hlavně v Evropě, od Britských ostrovů a severu Španělska přes Apeninský a Balkánský poloostrov až po Sibiř, neroste v severních oblastech Skandinávie. Na asijském kontinentu se vyskytuje v Malé a Střední Asii a na indickém subkontinentu. Zavlečena byla do Severní Ameriky.
V České republice roste hodně po celém území ve vlhkých hájích a stinných lesích, ve vlhkých houštinách a u potoků. Vyžaduje stinnou polohu, vlhkou, písčitou nebo hlinitou humózní půdu. Podle "Florabase.cz" se kostřava obrovská v ČR vyskytuje:

## Popis
Vytrvalá travina bez oddenku vytvářející volné trsy nakloněných až vzpřímených stébel 60 až 120 cm vysokých se 2 nebo 3 kolénky. Pevná, hladká stébla mívají od 3 do 5 z pochev vyrůstajících listů které mají vespod 2 srpovitá, blanitá, objímavá ouška a vroubkovaný jazýček dlouhý 2,5 mm. Lysé, lesklé, světle zelené listové čepele jsou ploché a často mají spodní stranou obráceny vzhůru, mívají délku 15 až 50 cm a šířku 6 až 20 mm. Pochva nejhornějšího listu objímá stéblo až po květenství.
Kopinaté klásky dlouhé 8 až 13 mm a obsahující průměrně od 3 do 10 kvítků vytvářejí rozkladitou, mírně jednostrannou, posléze převislou kopinatou latu dlouhou 15 až 25, výjimečně až 50 cm. Dlouhé boční větévky, vyrůstající obvykle po dvou, jsou nestejně dlouhé (kratší má 3 až 6 klásků, delší 6 až 9). Rozdílně veliké plevy (jednožilná spodní dlouhá 4 až 7 mm a třížilná horní 5 až 8 mm) jsou po okrajích blanité. Pluchy (o délkách 6 až 7,5 mm) mají vlnitě zprohýbané jemné osiny asi 2 až 3krát delší než jsou samy, plušky (měřívající 6 až 9 mm) jsou lysé. Tyčinky dosahují délek 2,5 až 3 mm. Kvete od července do srpna. Ploidie 2n = 42 (hexaploid). Dobře klíčící semena jsou poměrně veliká, 1000 obilek váží 3 až 5 gramů.

## Užití
Přestože kostřava obrovská se v našich podmínkách nepovažuje za klasickou pícní travinu, hodí se ke spásání dobytkem, dává poměrně tvrdou trávu. Používá se pro svou svěže zelenou barvu, mohutnost a nenáročnost i jako okrasná rostlina do stinných vlhkých partií, sama se však rozsévá po okolí.